# Codice ATC H02
Il codice ATC H02 Corticosteroidi per uso sistemico è un sottogruppo del sistema di classificazione Anatomico Terapeutico e Chimico, un sistema di codici alfanumerici sviluppato dall'OMS per la classificazione dei farmaci e altri prodotti medici. Il sottogruppo H02 fa parte del gruppo anatomico H, farmaci per il sistema endocrino.
Codici per uso veterinario (codici ATCvet) possono essere creati ponendo una lettera Q di fronte al codice ATC umano: QH02... I codici ATCvet senza corrispondente codice ATC umano sono riportati nella lista seguente con la Q iniziale.
Numeri nazionali della classificazione ATC possono includere codici aggiuntivi non presenti in questa lista, che segue la versione OMS.

## H02A Corticosteroidi per uso sistemico, semplici

### H02AA Mineralcorticoidi
H02AA01 Aldosterone
H02AA02 Fludrocortisone
H02AA03 Desossicortone

### H02AB Glucocorticoidi
H02AB01 Betametasone
H02AB02 Dexametasone
H02AB03 Fluocortolone
H02AB04 Metilprednisolone
H02AB05 Parametasone
H02AB06 Prednisolone
H02AB07 Prednisone
H02AB08 Triamcinolone
H02AB09 Idrocortisone
H02AB10 Cortisone
H02AB11 Prednilidene
H02AB12 Rimexolone
H02AB13 Deflazacort
H02AB14 Cloprednol
H02AB15 Meprednisone
H02AB17 Cortivazolo
QH02AB30 Combinazioni di glucocorticoidi
QH02AB56 Prednisolone, combinazioni
QH02AB57 Prednisone, combinazioni
QH02AB90 Flumetasone

## H02B Corticosteroidi per uso sistemico, combinazioni

### H02BX Corticosteroidi per uso sistemico, combinazioni
H02BX01 Metilprednisolone, combinazioni
QH02BX90 Dexametasone, combinazioni

## H02C Preparazioni antiadrenergiche

### H02CA Anticorticosteroidi
H02CA01 Trilostano